# Itápolis (voleibolista)
 Luiz Carlos Monzillo Filho (Itápolis, 29 de março de 1975) é um ex-voleibolista brasileiro que foi medalhista de bronze em duas edições da Liga Mundial de Voleibol e medalha de ouro na Copa dos Campeões de Voleibol Masculino em 1997 e outros títulos pela seleção brasileira .

## Carreira
O meio-de-rede Itápolis já presente na seleção brasileira desde as categorias de base, estava na seleção juvenil que se preparava para o Campeonato Sul-Americano de Voleibol Masculino Sub-21 disputado em Lima-Perú de 1994 e conquistou a medalha de ouro desta competição.
No ano seguinte estava na equipe que se preparava para disputar o Campeonato Mundial de Voleibol Masculino Sub-21 da Malásia, os que foram inscritos conquistaram a medalha de prata, tal preparação para o resultado deu-se ao lado atletas: Alex Lenz, Gustavo Endres, Dirceu, André Heller, Giba, Léo, Ricardinho, Royal, Manius Abbadi, Digão, Roim, Lilico, Rafinha, Renato Felizardo, comandados por Percy Oncken e pelo técnico Antônio Marcos Lerbach.
Anos mais tarde pela seleção adulta foi convocado pelo técnico  Radamés Lattari Filho para disputa da Liga Mundial de Voleibol, em 1997 vestindo a camisa #6 com a seleção ficou na quinta posição na Rússia, vencendo apenas a Holanda no grupo final de classificação por 3x0(15-13, 15-8 e 15-2) e no ano seguinte em Milão obteve o mesmo resultado com a camisa #5, ficando de fora da fase final .
Com a seleção brasileira adulta esteve na conquista de duas medalhas de bronze, a primeira em 1999 cuja fase final foi na Argentina e a outra em 2000 que teve como país sede da fase final a Holanda. Na edição de 1999 chega as semifinais e perde para Cuba por 3x0 (25-20, 27-25 e 25-19), já com extinção da antiga pontuação do vôlei, na disputa pelo bronze venceu a Rússia por 3x1 (17-25, 25-23, 25-20 e 25-1); No mesmo ano recebe pela Câmara Municipal de Itápolis o Título de Cidadão Benemérito. Na edição de 2000, ganha o bronze ao derrotar a extinta Iugoslávia por 3x0 (25-19, 25-21, 25-21)
Em 2000 correu risco de corte da seleção brasileira por motivo de contusão em plena Liga Mundial; mas quando a seleção brasileira se preparava para disputar o Pré-Olímpico no mesmo ano foi cortado da equipe.

## Clubes
| Clube                    | País     | De   | Até  |
| Banespa                  | Brasil   | 1997 | 1998 |
| Lupo/Náutico             | Brasil   | 1997 | 1998 |
| Ulbra/Diadora            | Brasil   | 1998 | 2000 |
| Zip Net/Fennab de Suzano | Brasil   | 2000 | 2001 |
| Palmeiras                | Brasil   | 2002 | 2002 |
| Shopping ABC/Santo André | Brasil   | 2002 | 2003 |
| VfB Friedrichshafen      | Alemanha | 2003 | 2004 |
| Euphony ASSE-LENNIK      | Bélgica  | 2004 | 2007 |

## Títulos
- 1997- 5º lugar Liga Mundial de Voleibol (Moscou,  Rússia)[2]
- 1998- 5º lugar Liga Mundial de Voleibol (Milão,  Itália)[3]

## Premiações Individuais
- 1999- Título de Cidadão Benemérito[5]

## Ligações Externas
- Profile Itapolis FIVB